# Draka-Nunatak
Der Draka-Nunatak (englisch; bulgarisch нунатак Драка nunatak Draka) ist ein felsiger, linsenförmiger, 4,2 km langer, 1,9 km breiter und 750 m hoher Nunatak mit Doppelgipfel im Süden der Trinity-Halbinsel des Grahamlands auf der Antarktischen Halbinsel. Er ragt 6,32 km südsüdwestlich des Vetrovala Peak, 15,48 km westsüdwestlich des Mount Wild, 38 km nördlich des Kap Longing, 24,13 km ostnordöstlich des Dolen Peak und 10,74 km südöstlich des Mount Hornsby auf.
Die bulgarische Kommission für Antarktische Geographische Namen benannte ihn 2011 den Ortschaften Draka und Drakata im Südosten bzw. Südwesten Bulgariens.